# Відам

Геральдична корона відама

Відам (фр. Vidame) — феодальний титул у Франції та інших середньовічних європейських країнах. Походить від латинського vicedominus.
Відам був спочатку секулярною (світською) посадовою особою, обраною єпископом єпархії, що виконував функції від імені церковної влади, але які були релігійно неприйнятними (управління маєтками, торгівля, захист інтересів власності).
Проте він вважався церковним чиновником, який виконував обов'язки єпископського економа або вікарія.
Поступово набули самостійного значення, стали шляхтичами, зберігши свій титул, зробились спадковими власниками маєтків, якими відпочатку тільки управляли.
З укріпленнями центральної влади, а також міст і селищ, відами поступово втрачали свої функції, і титул став просто почесним.

## Функції
Головними функціями відамів були захист тих володінь, які їм надали в управління, вони представляли інтереси єпископа в судах, здійснювати тимчасову управління єпископією від імені єпископа, а також здійснювати військове командування феодальними військами, що належать до єпископського уряду.
У свою чергу, відам, мав будинок біля єпископського палацу, землю в межах міста та за його межами, а іноді і право стягувати певні збори й податі.